# Jarmila Kratochvílová
Jarmila Kratochvílová ([ˈjarmɪla ˈkratoxviːlovaː]ⓘ) (Golčův Jeníkov, Checoslovaquia; 26 de enero de 1951) es una atleta checoslovaca retirada que destacó en las pruebas de 400 y 800 metros, aunque también hizo registros brillantes en los 200 e incluso en los 100 metros. Fue Campeona Mundial en Helsinki 1983 en 400 y 800 metros, además ganó tres campeonatos de Europa en 800 m y  tuvo en su poder las plusmarcas mundiales de 400 y 800 m lisos, el último de los cuales aún perdura desde 1983.

## Carrera deportiva
Su entrada en la élite del atletismo llegó a una edad bastante tardía, rondando ya la treintena. En principio era una corredora de 400 metros. En los Juegos Olímpicos de Moscú 1980  ganó la medalla de plata en esta distancia, sólo superada por la alemana oriental Marita Koch. Con esta atleta tendría una gran rivalidad en el futuro. 
En los Campeonatos de Europa de Atenas 1982 volvería a ser segunda tras Marita Koch, que parecía imbatible. Además ganó otra medalla de plata en los relevos 4×400 metros.
En 1983, poco antes de los I Campeonatos del Mundo que se celebraron en Helsinki, participó en una carrera de 800 metros en Múnich y aunque no era una distancia habitual para ella, batió el récord mundial con 1:53.28. Esta marca no ha sido aún batida y permanece como el récord mundial más antiguo del atletismo, tanto femenino como masculino.
Este éxito le hizo intentar el doblete de 400 y 800 metros en Helsinki. cosa que finalmente consiguió. En los 400 metros batió el récord mundial con 47.99 y ganó la medalla de oro. En los 800 ganó también el oro con una marca de 1:54.68, cercana a su récord. Además en ganó una tercera medalla, esta de vez de plata en los relevos 4×400 metros. Por ello fue considerada junto a Marita Koch (oro en 200, 4×100, 4×400 y plata en 100), la gran triunfadora de estos mundiales. El boicot de los países del Este a los Juegos Olímpicos de Los Ángeles 1984 le impidió conseguir alguna medalla de oro olímpica. En octubre de 1985 Marita Koch batió en Canberra el récord mundial de los 400 metros con 47.60s, desposeyéndola del récord en esta distancia.
En su palmarés destacan además tres títulos de Europa consecutivos en los 400 metros en pista cubierta (1981, 1982 y 1983). En los de 1982 disputados Milán, batió además el récord mundial con 49.59 segundos.
Jarmila Kratochvílová se retiró del atletismo en 1987, tras un decepcionante 5º lugar en los 800 metros de los mundiales de Roma. Luego se dedicó a ser entrenadora.

## Controversia
Jarmila Kratochvílová es un caso controvertido en el atletismo. Su aspecto hipermusculado y "poco femenino", así como el hecho de que consiguiera sus mejores marcas pasada la treintena, hicieron circular muchos rumores y especulaciones acerca del posible uso de drogas, aunque nunca se encontraron pruebas de ello.

## Mejores marcas
- 100 metros - 11.09 (Bratislava, 1981)
- 200 metros - 21.97 (Bratislava, 1981)
- 400 metros - 47.99 (Helsinki, 1983)
- 800 metros - 1:53.28 (Múnich, 1983) vigente récord del mundo

## Palmarés
- Juegos Olímpicos de Moscú 1980 - 2.ª en 400 m
- Campeonato de Europa de Atenas 1982 - 2.ª en 400 m, 2.ª en 4 × 400 m
- Campeonato del Mundo Helsinki 1983 - 1.ª en 400 m, 1.ª en 800 m, 2.ª en 4 × 400 m
- Campeonato del Mundo de Roma 1987 - 5.ª en 800 m